# Krška vas, Brežice
Krška vas je naselje v Občini Brežice.

## Prebivalstvo
Etnična sestava 1991:
- Slovenci: 490 (94,6 %)
- Hrvati: 9 (1,7 %)
- Jugoslovani: 2
- Makedonci: 1
- Albanci: 1
- Črnogorci: 1
- Srbi: 10
- Neznano: 13 (2,5 %)